# Cimara (Cisarua)
Cimara is een bestuurslaag in het regentschap Sumedang van de provincie West-Java, Indonesië. Cimara telt 1966 inwoners (volkstelling 2010).